# AN/APG-68
AN/APG-68는 긴 레이더 사정거리를 가진 첨단 전투기용 레이더이다.

## 개량형 종류

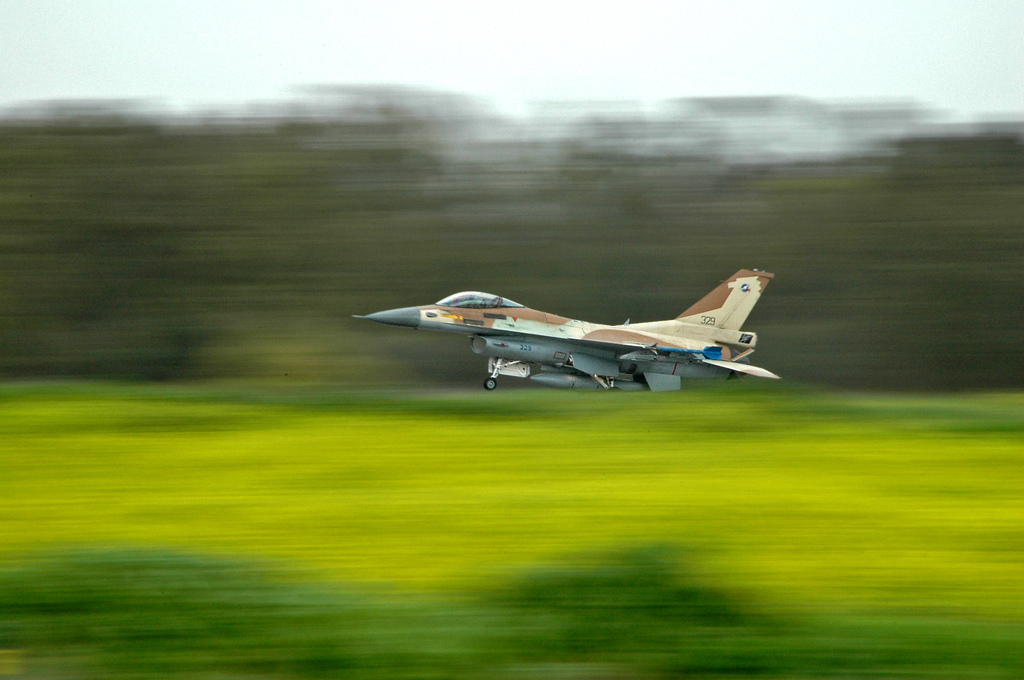
이스라엘 공군의 주력기인 F-16. 마찬가지로 AN/APG-68 레이다를 갖추고 있다.

AN/APG-68는 지속적인 개선을 받고 있으며, 다수의 버전이 존재한다. 그 개요는 다음과 같다.
- AN/APG-68 -기본형이다. F-16C/D 블록30/32에 탑재됐는데, 733대의 전투기가 6개국에 수출됐다.

- AN/APG-68(V)1 -F-16C/D 블록40에 탑재되는 보다 업그레이드된 버전이다. 615세트. 5개국에 수출.

- AN/APG-68(V)2,3 -수출형이다. 833세트가 바레인,그리스,이집트,이스라엘,싱가폴,한국,터키등 해외의 F-16 보유 국가들에게 수출됐다.

- AN/APG-68(V)4 - 블록40에 탑재되는것으로 알려졌지만 자세한것은 알려지지 않았다.

- AN/APG-68(V)5 - F-16C/D 블록50에 탑재되는 보다 업그레이드된 버전이다. 초고속 집적 회로(VHSIC)를 도입한 새로운 프로그래머블 디지털 신호 프로센서(PSP)를 채용하고 있으며, MTBF는 300시간 이상 연장되었다. 개량형 데이터 모뎀(IDM)도 포함되어 있으며 데이터 통신이 가능해졌다. 1991년부터 생산되기 시작하고 (v)1 및 (v)5 등은 총 1,444 세트가 생산되었다.

- AN/APG-68(V)7 - (V)5를 바탕으로 업그레이드된 개량형. 탐지거리가 다소 연장되었으며 비용 절감과 신뢰성 향상을 위해 수신기와 프로세서가 변경되었다. 미국 공군용 외에도 한국과 싱가포르에도 각각 20세트씩 도입됐다.

- AN/APG-68(V)8 - 수출형이며, 대체로 (V)7에 해당한다. 이집트와 그리스에 의해 주문되었다. 300세트.

- AN/APG-68(V)9 - 처음에는 (V) XM라고도했다. 탐지 능력이 30% 향상, 처리 능력은 5배, 용량은 10배 증가했다. 또한 해상도 0.6m의 합성 개구 레이다 모드가 추가되어 고정밀 지상 매핑은 밤낮을 가리지 않고 전천후에서 정밀 지상 공격이 가능했다. 2004년부터 8월, 미국 공군은 기존의 기체에 탑재하기 위해 280세트를 도입하기로 결정했다. 또한 수출도 제공되어 칠레,그리스,이스라엘,오만,파키스탄,폴란드,터키가 발주하고 있으며, 총 430 기가 생산된다.

- AN/APG-68(V)10 - (V)5 (V)9 상당까지 강화를위한 업그레이드 계획이다. 2005년 7월 미 공군은 240대의 F-16에 (V)10개조를 하기로 결정했지만, 2007년도에 계획에서 취소되었다.

- AN/APG-68(V)ABR - 현재는 AN/APG-80으로 이름이 바뀌었다. AESA 안테나로 변경하고 (V)9를 상회하는 성능을 가진다. 현재 아랍에미리트의 F-16 Block 60의 후기형에 탑재되어있다.

## 같이 보기
- AN/APG-63
- AN/APG-66
- AN/APG-80
- AN/APG-65